# Massif des Monédières

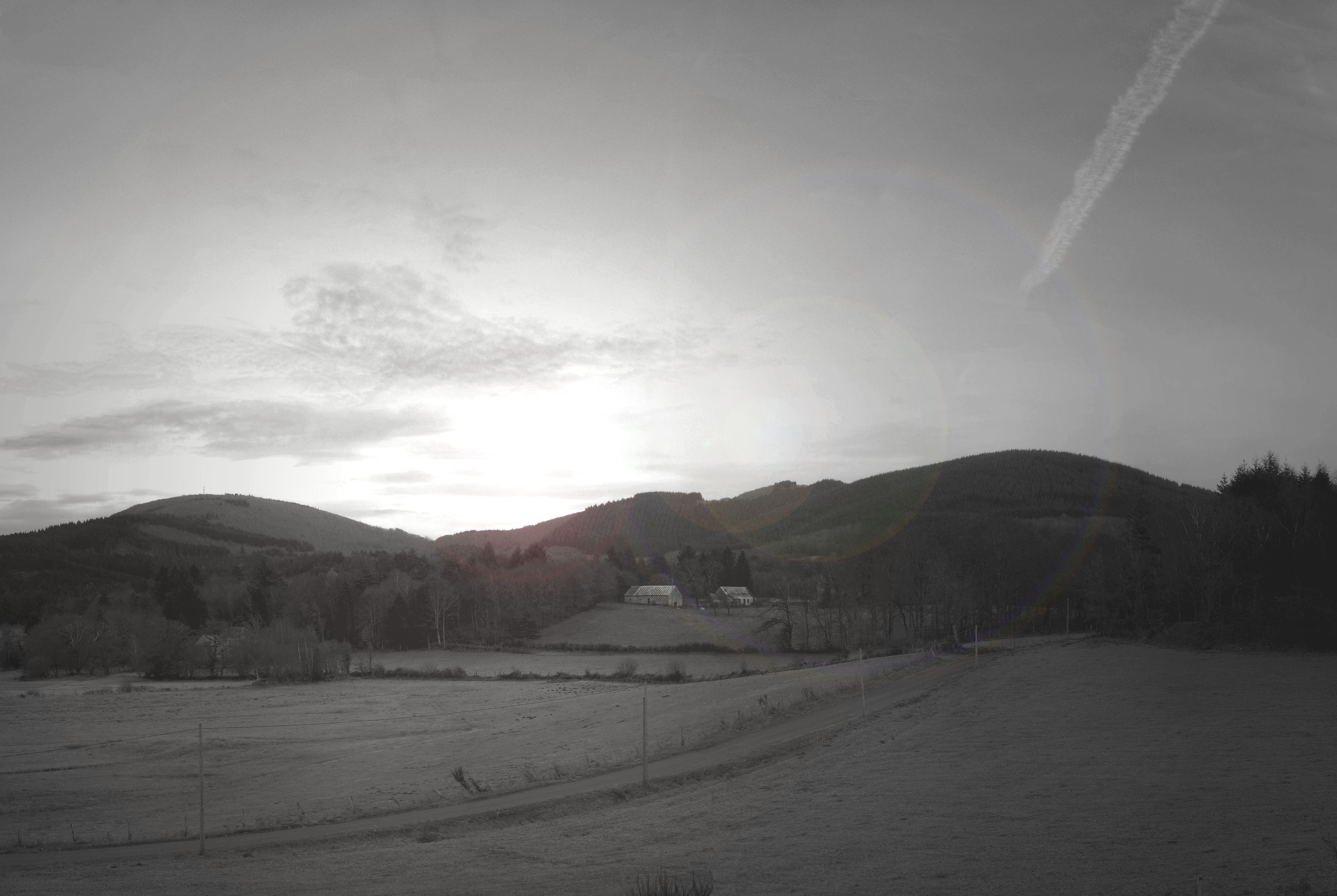
Das Massif des Monédières

Das Massif des Monédières ist eine Berggruppe des französischen Zentralmassivs, am Plateau de Millevaches, und liegt im Département Corrèze, Region Limousin. Es besteht aus Granit, umfasst eine Fläche von etwa 60 km² und befindet sich in den Gemeinden:
- Treignac,
- Madranges,
- Chaumeil
- Veix und
- Lestards.

Die Berggruppe ist heute Teil des Regionalen Naturparks Millevaches en Limousin.

## Geschichte
Zur Zeit der römischen Besetzung diente das Gebiet, das mit undurchdringlichen Wäldern bedeckt war, als Zufluchtsort für die Druiden, die den Widerstand gegen die Eindringlinge organisierten. Julius Cäsar ließ aufgebracht den Wald anzünden, der monatelang in Flammen stand. Erst im Mittelalter forsteten die Mönche von Treignac die Monédières wieder geduldig auf.
Während der Religionskriege im 16. Jahrhundert blieb der Baron von Treignac, Louis de Pompadour, der katholischen Konfession treu, während sich seine mächtigen Nachbarn dem Protestantismus anschlossen. Seine Feinde überfielen die Monédières und plündern seine Gebiete. Baron Pompadour wendete neuerlich Cäsars Taktik an und steckt seine Wälder in Brand. Der Brand erstreckte sich über 80 Kilometer, der zwar die Besitzungen des Barons ruinierten, aber die Hugenotten zum Rückzug zwangen.

## Vegetation
Bis Anfang des 20. Jahrhunderts war das Gebiet von einer Heide-Vegetation bedeckt. Erst durch Rückgang der intensiven Weidewirtschaft kam ein natürlicher Aufwuchs von Birken und Ebereschen in Gang, zu der sich schließlich auch die künstliche Aufforstung von Nadelbäumen gesellte. Trotzdem bleibt die Heide ein charakteristisches Element der Landschaft der Monédières.

## Hauptgipfel
- Puy de Monédière, 919 m
- Suc au May, 908 m (Lage: 45° 28′ N, 1° 51′ OKoordinaten: 45° 28′ N, 1° 51′ O)
- Peuch Géant, 856 m
- Puy Charrin, 869 m
- Puy d’Orliac, 705 m

Die Gipfel überragen die Täler um etwa 150 bis 300 Meter.